# Seznam finskih rock glasbenikov
Seznam finskih rock glasbenikov in pevcev.

## A
- Saara Sofia Aalto?
- Remu Aaltonen
- Ismo Alanko
- Mikko Alatalo

## G
- Ben Granfelt

## H
- Costello Hautamäki
- Marko Tapani "Marco" Hietala

## J
- Jonne Järvelä
- Sakke Järvenpää
- Albert Järvinen
- Jyrki Pekka Emil - Jyrki 69

## K
- Ile Kallio
- Kirill "Kirka" Babitzin
- Sakari Kuosmanen

## L
- Alexi Laiho - »Wildchild«
- Juice Leskinen
- Dave (Ralf-Henrik) Lindholm
- Petri Lindroos
- Mr. Lordi (Tomi Petteri Putaansuu)
- Mika Kristian Luttinen

## M
- Jari Mäenpää
- Andy McCoy
- Michael Monroe
- Pate Mustajärvi

## O
- Anette Olzon (Anette Ingegerd Olsson) (švedsko-finska)

## P
- Hanna Pakarinen
- Marko Pukkila

## S
- Niilo Sevänen

## T
- Markus Toivonen
- Ville Tuomi
- Tarja Turunen

## V
- Johanna Vakkuri
- Ville Valo
- Mato Valtonen
- Varre Vartiainen
- Erno Matti Juhani "Emppu" Vuorinen
- Miika Voutilainen-Gregg